# Rajko Suhodolčan
Rajko Suhodolčan (Krapina) hrvatski je glazbenik: pjevač, skladatelj, tekstopisac i glazbeni producent narodne i zabavne glazbe. Jedan je od utemeljitelja i član popularnog Kvarteta Gubec, te osnivač i vlasnik produkcijske etikete SBS Music.

## Životopis
Rajko Suhodolčan je vrlo rano pokazao svoju glazbenu nadarenost. Osnovnu i srednju školu odgojno-obrazovnog smjera završio je u Krapini, gdje se kao mladić uključio u rad Kulturno-umjetničkoga društva »Ilirci«. Početkom 1980-ih počeo je nastupati kao vokalni solist s raznim rock-sastavima. Godine 1985. s grupom »Stella«  iz Krapine, ostvaruje prve studijske snimke, s kojima pobjeđuje na tada vrlo popularnom natjecanju mladih rock-sastava »Demo X«. Tijekom 1990-ih Suhodolčan se, kao autor i izvođač, sve više posvećuje narodnoj i zabavnoj glazbi.
Piše pjesme na hrvatskom (standardnom) jeziku i kajkavskome narječju, koje uglazbljuje i/ili objavljuje u časopisima, te festivalskim i književnim zbornicima.
Kao skladatelj i tekstopisac surađuje s mnogim poznatim hrvatskim estradnim izvođačima, primjerice s Đanijem Stipaničevim, Tomislavom Bralićem i klapom Intrade, Mirkom Švendom Žigom, Davorom Radolfijem, Alenom Nižetićem, Renatom Sabljak, Prvom ligom i Igorom Delačem, Miroslavom Škorom i tamburaškim sastavom Slavonske Lole, Zdravkom Škenderom, Jasnom Zlokić, Dečkima z bregov, Lepim cajtima, Kavalirima iz Bednje, Podvinčanima, Podravskim mužikašima iz Pitomače i mnogim drugima. Autor je više od dvjestotinjak skladbi na vlastite i stihove drugih pjesnika, koje se redovito mogu čuti u glazbenim emisijama HRT, Nove TV ili RTL TV, te glazbenim programima mnogih lokalnih radijskih i televizijskih postaja (primjerice Z1, OTV, Varaždinska TV, CMC, DMC televizija, Narodna TV itd.).
Kao autor i/ili izvođač, Rajko Suhodolčan redovito sudjeluje na mnogim glazbenim festivalima: Krapinskom festivalu, Splitskom festivalu, Zagrebfestu, Zagorskoj krijesnici u Krapini, Hrvatskom radijskom festivalu, Šibenskoj šansoni,  Chansonfestu, Pjesmama Podravine i Podravlja u Pitomači, Zlatnim žicama Slavonije u Požegi,  Festivalu dalmatinskih klapa u Omišu, Igrajte nam mužikaši u Bedekovčini i mnogim drugima.
Rajko Suhodolčan redovni je član Hrvatsko-zagorskoga književnoga društva, HDS-a, HZSU-a i HGU-a. Za svoja je umjetnička postignuća do danas primio mnoge nagrade i priznanja, među kojima se osobito ističe 16 nominacija i šest glazbenih nagrada Porin.

## Diskografija (albumi)
Rajko Suhodolčan do danas je objavio trinaest samostalnih albuma, od kojih dvanaest s vlastitim autorskim skladbama, a u njegovu se diskografiju svakako može ubrojiti i pet albuma snimljenih s Kvartetom Gubec.

## Nagrade i priznanja
- 1999. – zlatna plaketa Status Hrvatske glazbene unije za najslušaniju skladbu u Hrvatskom zagorju ("Dobro jutro", izvedba: VIS Lepi cajti)
- 2007 . – glazbena nagrada Porin u kategoriji najboljeg albuma folklorne glazbe (Ak’ sem ti srčeko ranil, Kvartet Gubec)[9]
- 2007. – 1. nagrada slušatelja i urednika 118 radio postaja za najslušaniju pjesmu zabavno-narodne glazbe na Hrvatskom radijskom festivalu u Hvaru ("Srce mi puno radosti", izvedba: Slavonske Lole)
- 2007. – 1. nagrada publike na Festivalu kajkavskih popevki u Krapini za skladbu "Puca je bela" (s Kvartetom Gubec)
- 2008. – Srebrna ploča HDU za srebrnu nakladu albuma Ak’ sem ti srčeko ranil na teritoriju Republike Hrvatske (s Kvartetom Gubec)
- 2009. – 1. nagrada publike i plaketa Hrvatskog društva skladatelja na Zagrebfestu za skladbu Zagrebačka puca ( s Kvartetom Gubec)
- 2009. – Srebrna ploča HDU za srebrnu nakladu albuma Pod brajde na teritoriju Republike Hrvatske (s Oktetom Kaj iz Huma na Sutli)
- 2009. – Zlatna ploča HDU za zlatnu nakladu albuma Ak’ sem ti srčeko ranil na teritoriju Republike Hrvatske (s Kvartetom Gubec)
- 2010. – glazbena nagrada Porin u kategoriji najboljeg albuma folklorne glazbe za album Oko jene hiže – Kvartet Gubec[10]
- 2011. – Srebrna ploča HDU za srebrnu nakladu albuma Oko jene hiže na teritoriju Republike Hrvatske (s Kvartetom Gubec)
- 2011. – 3. nagrada publike za pjesmu "Probudi se" na Večerima dalmatinske šansone u Šibeniku (izvedba: Đani Stipaničev)
- 2012. – 2. nagrada publike za pjesmu "Klapska cajka z Podravine" na festivalu Pjesme Podravine i Podravlja u Pitomači (Kvartet Gubec i Mladen Medak Gaga)
- 2012.  – glazbena nagrada Porin u kategoriji najbolje folklorne pjesme (za pjesmu "Pod brajde" s albuma Gupci vu Lisinskom)[11]
- 2012. – Srebrna ploča HDU za srebrnu nakladu albuma Gupci vu Lisinskom na teritoriju Republike Hrvatske (s Kvartetom Gubec)
- 2013. – Srebrna ploča HDU za srebrnu nakladu albuma Zagorje vu srcu na teritoriju Republike Hrvatske (s klapom Bistrica)
- 2014. – glazbena nagrada Porin u kategoriji najboljeg albuma folklorne glazbe (producent albuma Šuoštor – Kavaliri iz Bednje)[12]
- 2016. – glazbena nagrada Porin u kategoriji najboljeg albuma tamburaške glazbe za album Pozdrav Zagorju – Kvartet Gubec i TO HRT
- 2017. – posebno priznanje Hrvatske diskografske udruge za 30. godišnjicu uspješne karijere i doprinos kajkavskom glazbenom izričaju
- 2017. – povelja Grada Krapine – priznanje Gradskoga vijeća i gradonačelnika za osobita umjetničko-glazbena postignuća, unaprjeđenje kulturnog života i promicanje imena grada Krapine
- 2018. – plaketa Krapinsko-zagorske županije – priznanje Županijske skupštine i župana za doprinos ugledu i promociji Krapinsko-zagorske županije u zemlji i svijetu
- 2018. – glazbena nagrada Porin – nominacija u kategoriji najboljeg albuma pop-folklorne glazbe za album Popevka i ti – Rajko Suhodolčan i klapa Bistrica
- 2022. – glazbena nagrada Porin – nominacija u kategoriji najboljeg albuma folklorne glazbe za album Da se ne pozabi – Rajko Suhodolčan i Faringaši
- 2023. – glazbena nagrada Porin u kategoriji najboljeg albuma pop-folklorne glazbe za album Za pajdaše – Kvartet Gubec

## Vanjske poveznice
- Mrežno sjedište Narodna glazba  Arhivirana inačica izvorne stranice od 20. listopada 2020. (Wayback Machine)
- Rajko Suhodolčan na Facebooku